# 圣埃斯普里 (巴约讷)

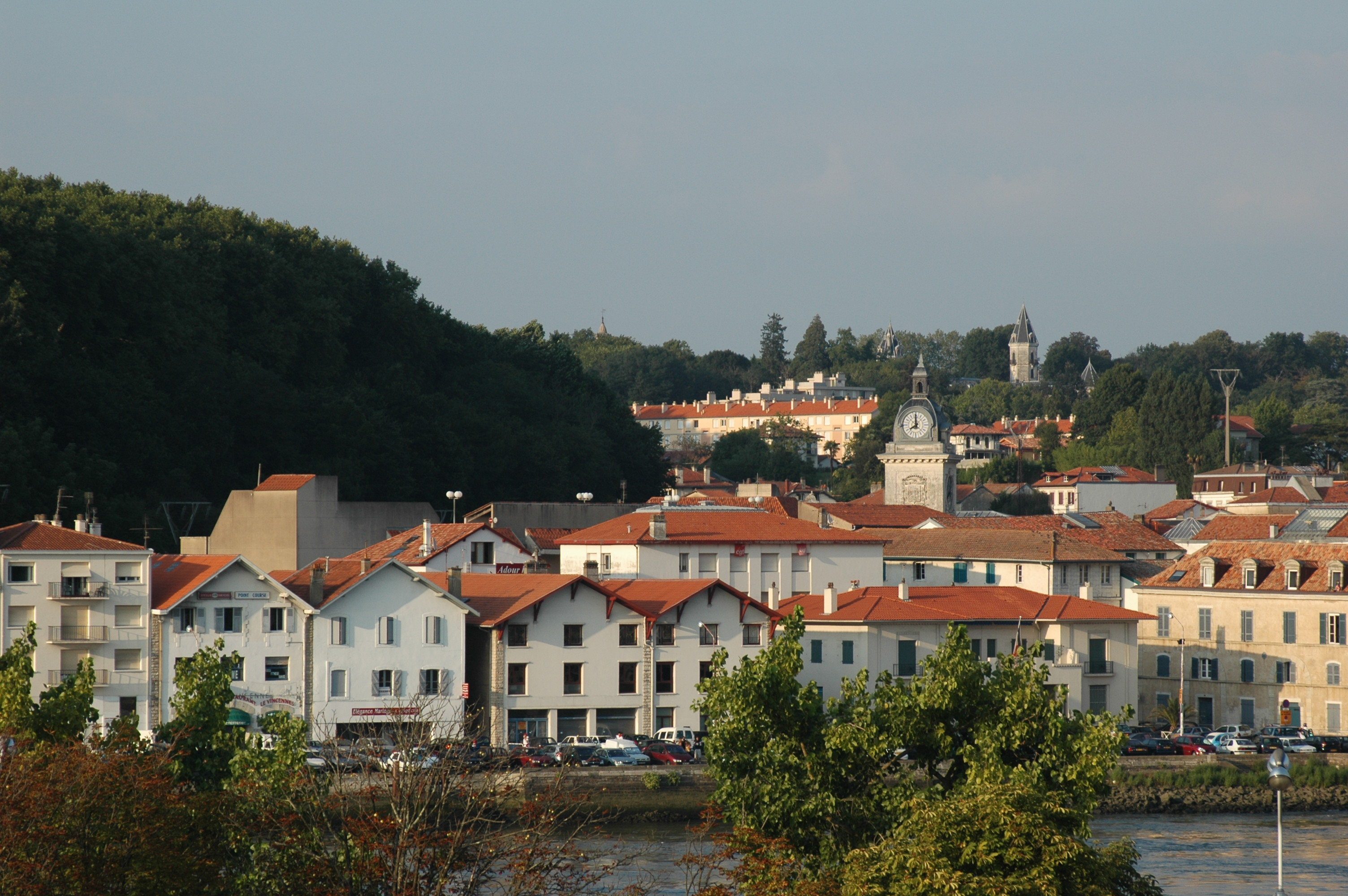

圣埃斯普里，意为圣灵（圣神），是法国大西洋比利牛斯省巴约讷的一个街区 
，位于阿杜尔河右岸（北侧）。在历史上，它是一个独立的市镇，一直是一个具有特色的地方。截至2010年人口普查时，人口为 5,342 人。

## 历史
圣埃斯普里由圣神骑士团的修道士在12世纪建立，因而得名，用以安置圣雅各之路的朝圣者。
16 世纪，葡萄牙和西班牙的犹太人被驱逐后，一部分定居于此。今天这里仍是移民居住的社区。
1793 - 1795年，在法国大革命期间，该地一度更名为“让-雅克-卢梭”。1857年6月1日，圣埃斯普里与巴约讷合并。但是许多当地人在跨过圣埃斯普里桥时，仍会习惯说“去巴约讷”。

## 人口统计
| 1793  | 1800  | 1806  | 1820 | 1821  | 1831  | 1836  | 1841  | 1846  | 1851  |
| ----- | ----- | ----- | ---- | ----- | ----- | ----- | ----- | ----- | ----- |
| 4 509 | 4 763 | 4 946 | -    | 5 283 | 5 895 | 5 997 | 7 324 | 7 758 | 6 819 |

| 1856  | 1861 | 1866 | 1872 | 1876 | 1881 | 1886 | 1891 | 1896 |
| ----- | ---- | ---- | ---- | ---- | ---- | ---- | ---- | ---- |
| 7 039 | -    | -    | -    | -    | -    | -    | -    | -    |

来源：卡西尼项目 。

## 名胜
- 圣神堂，共和国广场
- 巴约讷犹太会堂，建于1837年。
- 巴约讷犹太公墓
- 巴约讷站
- 圣埃斯普里桥
- 巴约讷城堡，建于17世纪。

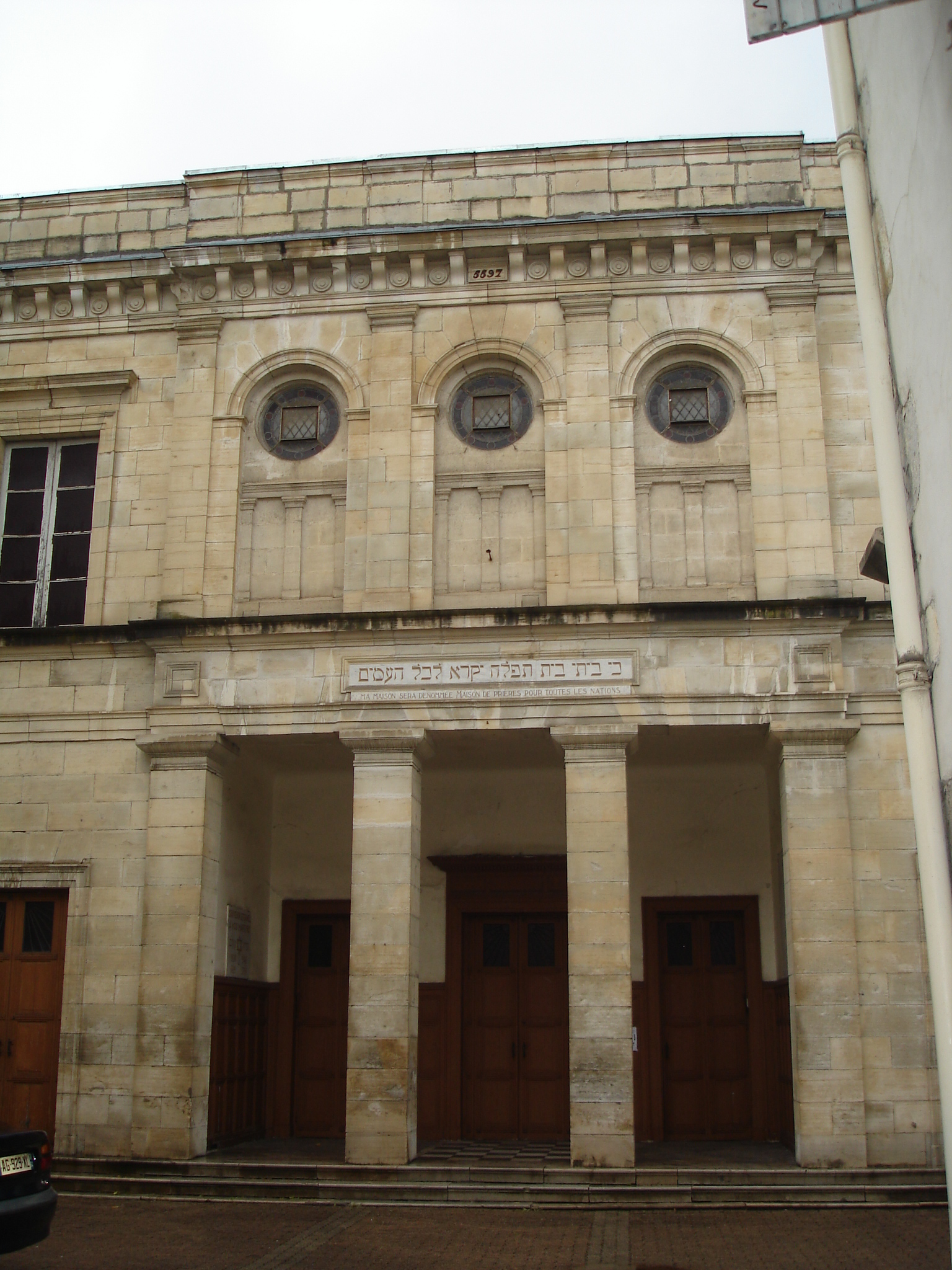
巴约讷犹太会堂
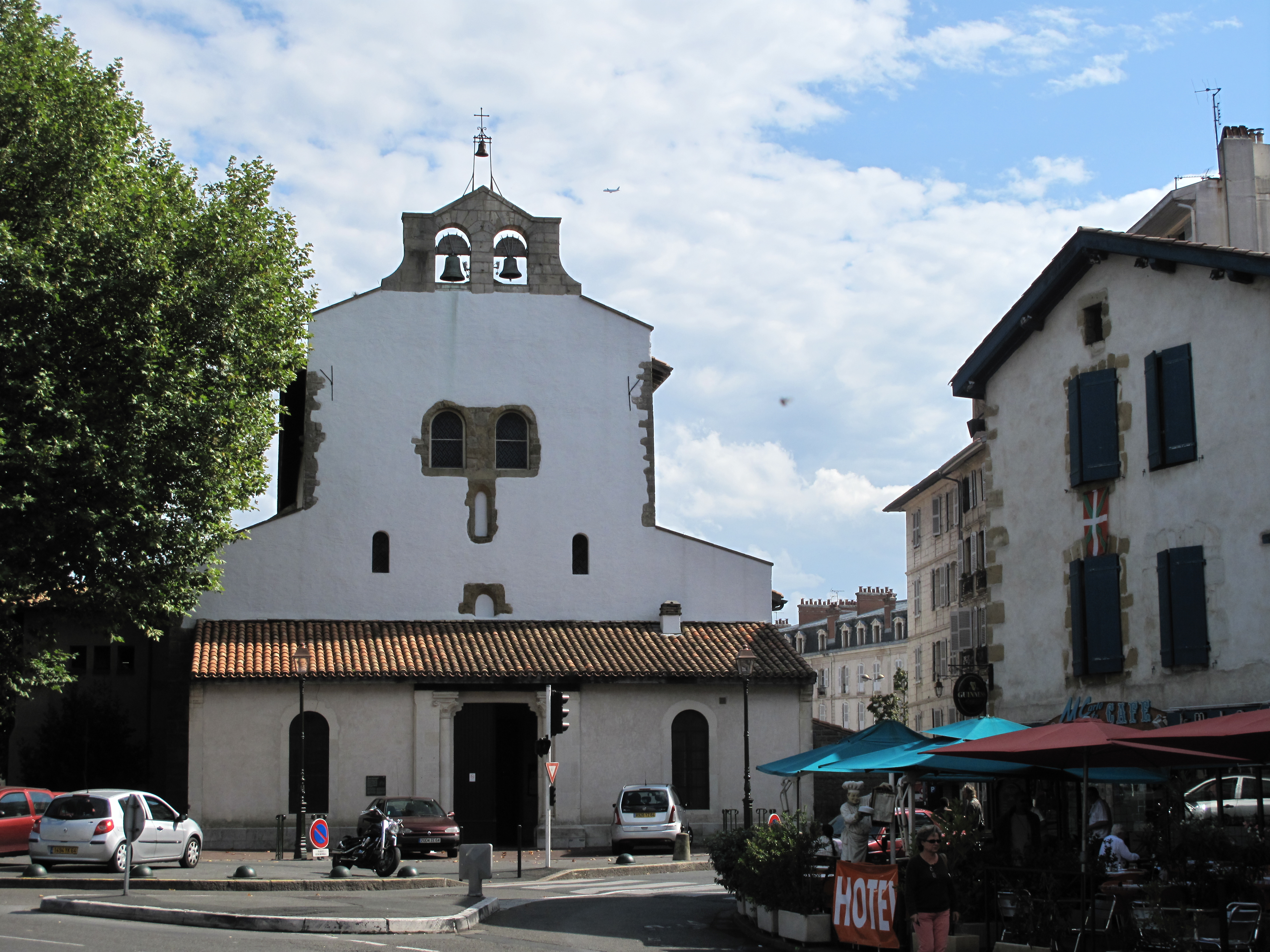
圣神堂
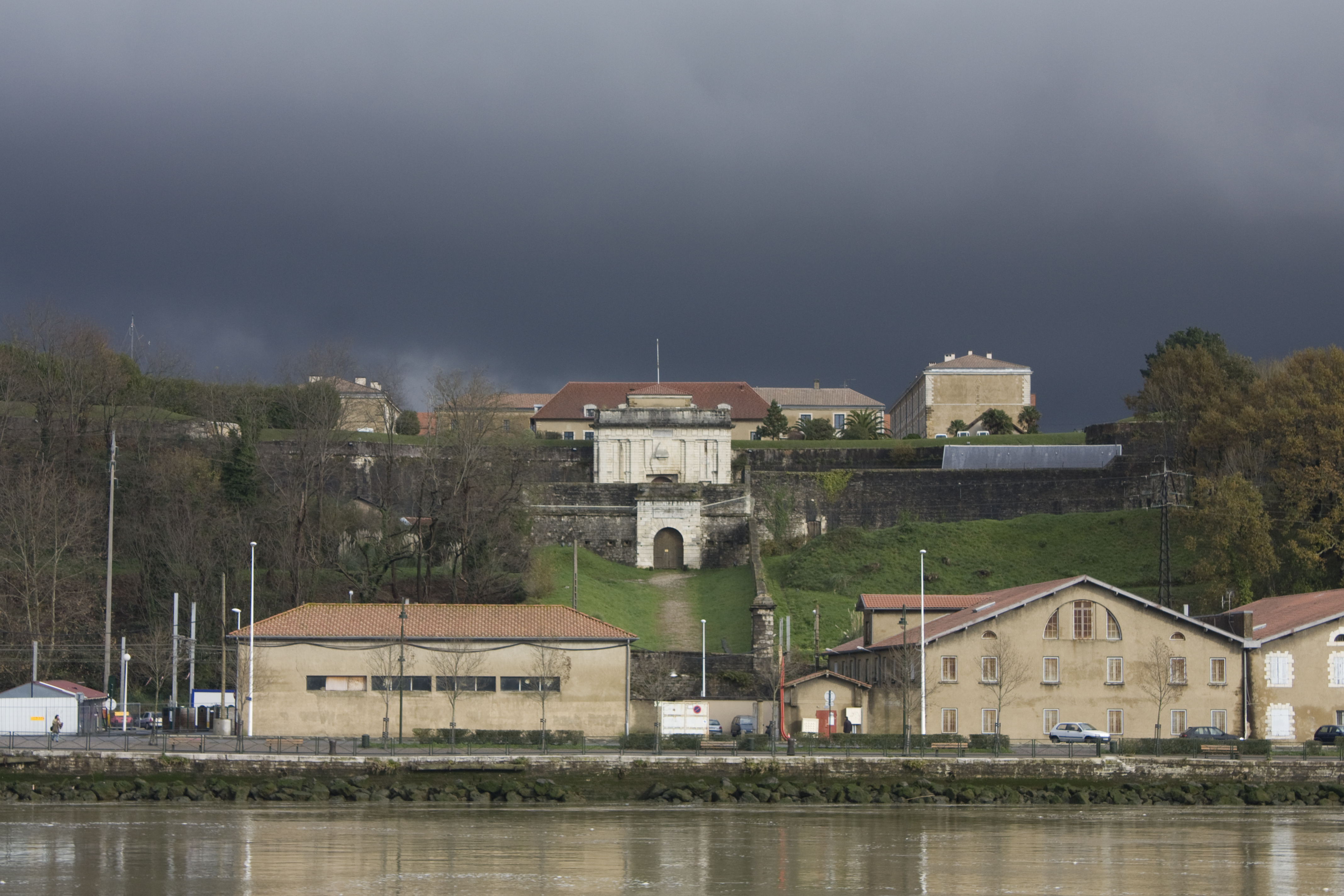
巴约讷城堡
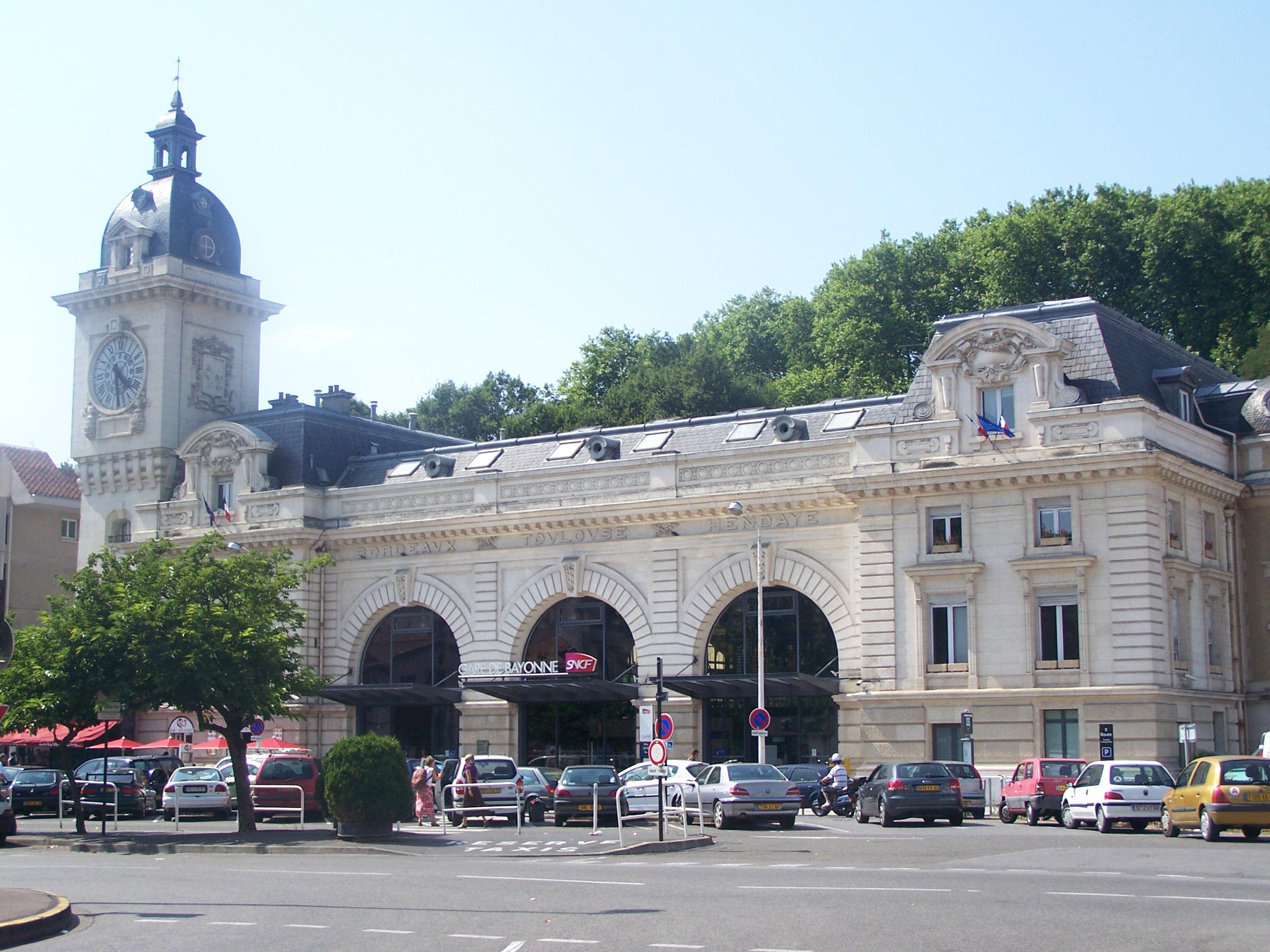
巴约讷站